# PVBA Koekejoe & Cie
PVBA Koekejoe & Cie  is het vierde album van de Belgische zanger Jan De Wilde uit 1980.

## Tracklist
1. Mexico of zo
2. Na de zondvloed
3. Koekejoe
4. Zoiets houdt je overeind
5. Grote ombudsman
6. Zevenslager
7. Knuffelme
8. Plusminus 50
9. De uitbarsting van de Koekelberg
10. Despootjes
11. Evaluatie
12. Lieve Loemoemba, klotepa

## Meewerkende muzikanten
- Producer:
  - Frans Ieven
  - Patrick Cogneaux (techniek, opname)
- Muzikanten:
  - Jan De Wilde (gitaar, ukulele, mandoline, zang)
  - Jean Blaute (gitaar, orgel, piano)
  - Wiet Van de Leest (viool)
  - Lieve Van Steenberghe (basgitaar)
  - Mich Verbelen (basgitaar)
  - André Vandevelde (banjo)
  - Frans Ieven (contrabas)
  - Stoy Stoffelen (drums, percussie)